# 5. pařížský obvod
5. pařížský obvod (francouzsky: 5e arrondissement de Paris) zřídka též nazývaný obvod Pantheon (Arrondissement du Panthéon) je městský obvod v Paříži. Většina obvodu leží na části území historické Latinské čtvrtě a nachází se zde mnoho vysokých škol. V této oblasti bylo v 1. století př. n. l. založeno antické město Lutèce. Název obvodu je odvozen od významné památky a zdejší dominanty – pařížského Panthéonu.

## Poloha
5. obvod leží na levém břehu Seiny. Na východě a na jihu hraničí s 13. obvodem přes bulváry Hôpital, Saint-Marcel a Port-Royal, který je i jižní hranicí se 14. obvodem, na západě jej odděluje od 6. obvodu Boulevard Saint-Michel a na severu tvoří hranici se 4. obvodem řeka Seina.

## Demografie
V roce 2017 v obvodu žilo 58 850 obyvatel a hustota zalidnění činila asi 23 170 obyvatel na km2. Zdejší obyvatelstvo představuje 2,7% pařížské populace.

## Politika a správa
Radnice 1. obvodu se nachází na náměstí Place du Panthéon č. 21. Současnou starostkou je od roku 2014 Florence Berthout (současně členka strany LREM).

## Městské čtvrti
Tento obvod se dělí na následující administrativní celky:
- Quartier Saint-Victor
- Quartier du Jardin-des-Plantes
- Quartier du Val-de-Grâce
- Quartier de la Sorbonne

Podle oficiálního číslování pařížských městských čtvrtí mají tyto čtvrtě čísla 17–20.

## Pamětihodnosti
Církevní stavby:

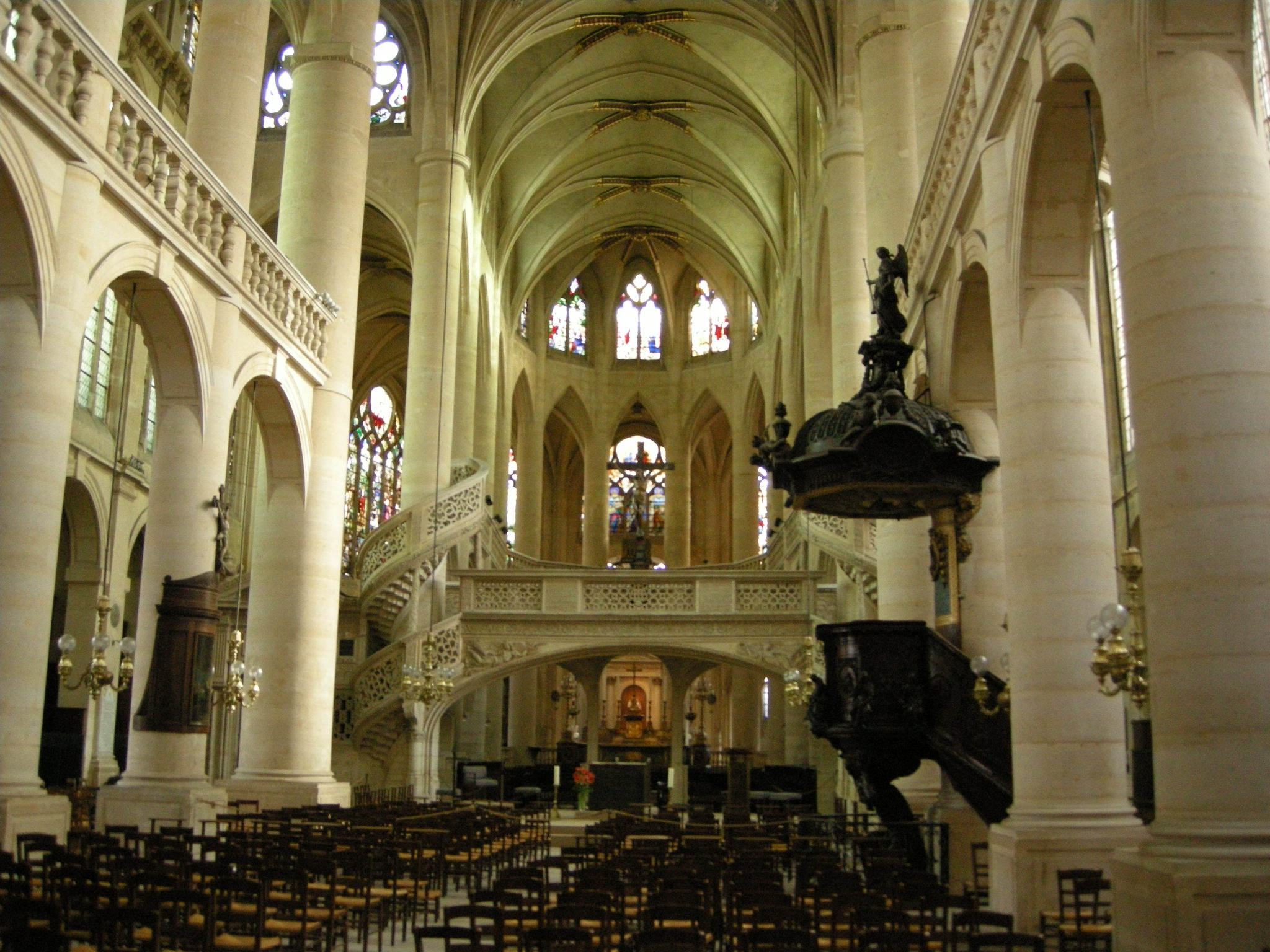
Interiér kostela Saint-Étienne-du-Mont

- Kaple Sainte-Ursule de la Sorbonne
- Kostel Saint-Étienne-du-Mont
- Kostel Saint-Séverin
- Kostel Saint-Jacques-du-Haut-Pas
- Kostel Saint-Médard
- Kostel Saint-Julien-le-Pauvre
- Kostel Saint-Nicolas-du-Chardonnet
- Grande Mosquée
- Panthéon

Ostatní památky:
- Val-de-Grâce

Muzea a kulturní instituce:

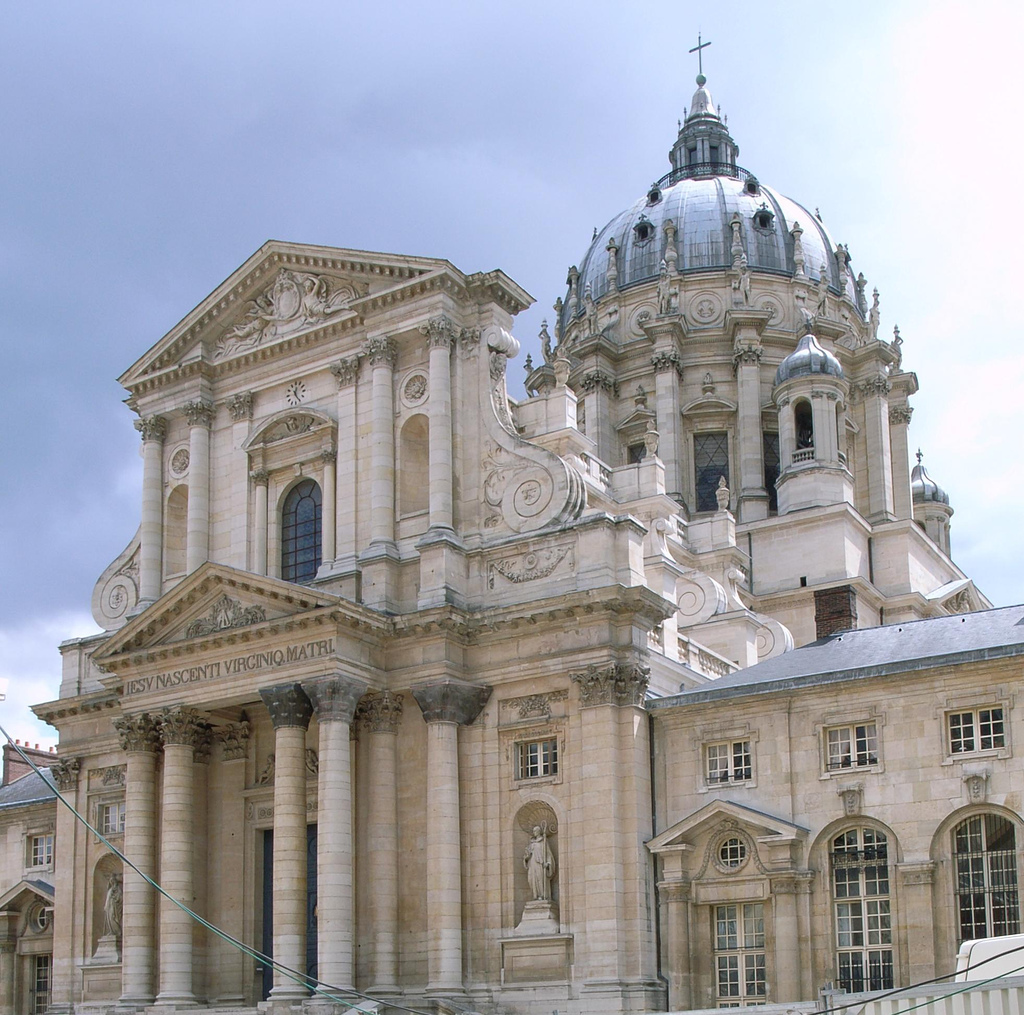
Val-de-Grâce

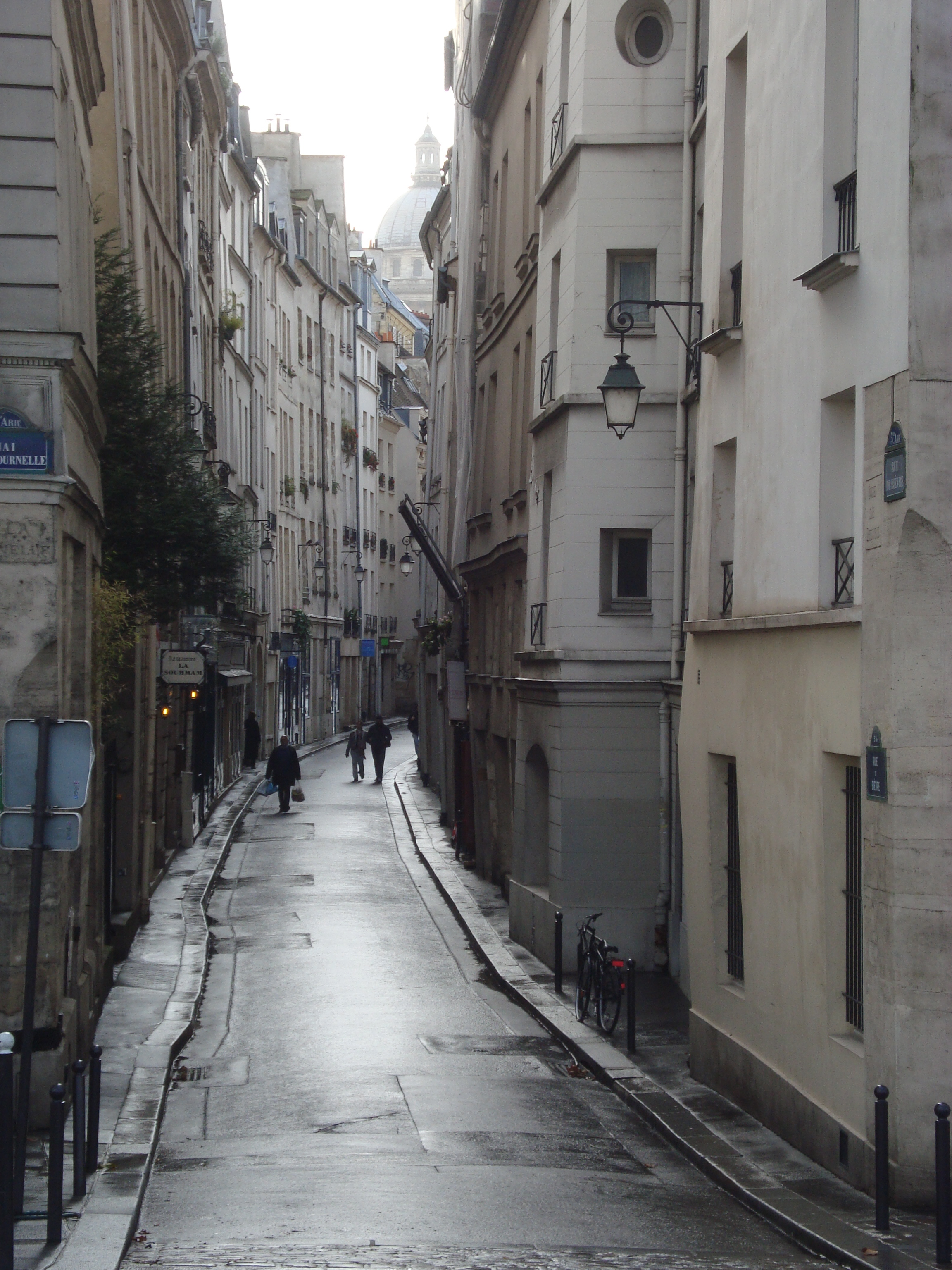
Rue de Bièvre

- Bibliothèque Sainte-Geneviève – knihovna přičleněná k Univerzitě Paříž III
- Collège des Bernardins – bývalá cisterciácká kolej Pařížské univerzity. Zanikla v roce 1790, kdy byli mniši vyhnáni a kolej uzavřena. V roce 2001 budovu získala pařížská arcidiecéze a v letech 2004–2008 proběhla celková rekonstrukce. Dnes slouží ke vzdělávacím a kulturním účelům.
- Collège de France
- École nationale des chartes
- École normale supérieure
- École Polytechnique
- École nationale supérieure des arts décoratifs
- École nationale supérieure de chimie de Paris
- École supérieure de physique et de chimie industrielles de la ville de Paris
- Sorbonna
- Hôtel de Miramion – původně středověký špitál, dnes nemocniční muzeum
- Musée national du Moyen Âge (Hôtel de Cluny)

Zajímavá prostranství:
- Arènes de Lutèce
- Jardin des plantes
- Musée de la sculpture en plein air
- Square Scipion – malý park na rohu ulic rue Scipion a rue du Fer-à-Moulin

## 5. obvod v kultuře
Ve filmu Paříži, miluji tě je 5. obvodu věnována druhá povídka Quais de Seine, kterou režírovala Gurinder Chadha.